# Melissodes menuachus
Melissodes menuachus är en biart som beskrevs av Cresson 1868. Melissodes menuachus ingår i släktet Melissodes och familjen långtungebin. Inga underarter finns listade i Catalogue of Life.